# Izam
Izam est un chanteur et un acteur japonais.

## Biographie
De 1993 à 2000, Izam fait partie du groupe Shazna, un groupe de musique pop-rock, qui enchaînèrent les tournées, les apparitions télé (dont une apparition dans un drama), les spots télé et participèrent même à un concert de charité. Leur plus fameux tube fut « Melty love » sortie en 1997. Entre-temps, Izam fit une 1re tentative solo en 1998 avec IZAM WITH ASTRAL LOVE et IZAM PROJET SOLO RK WORKS.
Après l'arrêt de Shazna, il annonce son intention d'élargir ses compétences. Il sera donc tour à tour mannequin pour Jean-Paul Gaultier en 1999, écrivain avec Mirror boy en 2002 et comédien de doublage pour un épisode de "Sazae-san" en 1998 et pour finir acteur.
Il fait des apparitions dans divers séries TV ("Gokinjo Tantei TOMOE Another Version", "TRICK", ...), mais depuis quatre ans, il tient surtout des rôles dans des films. Cependant, il ne peut laisser derrière lui sa carrière de chanteur et fait son retour sur la scène japonaise en 2003 avec des CD en pagailles qui font peu de succès.
En 2004, IZAM quitte sa maison de disques JVC et créé son propre label HEAVENLY VOGUE　RECORDS pour sortir son nouveau mini album : "Heavenly Fighter". 
En 2011, le groupe Megamasso reprend la chanson Sumire September Love de Shazna, Izam apparait dans ce nouveau clip de nouveau travesti après plusieurs années.

## Vie privée
- Mariage le 17 novembre 2006 avec Miho Yoshioka
- Mariage le 24 février 1999 avec Hinano Yoshikawa (divorcé le 29 septembre 1999)

## Filmographies

### Films
- 2001 : Oboreru sakana - dans le rôle de Okabe Tetsuaki.
- 2001 : Chinese Dinner
- 2003 : G@me
- 2006 : LoveDeath
- 2007 : Detective Story de Takashi Miike :

### Séries TV
- 2005 : Pretty Guardian Sailor Moon: Act Zero - Séries TV live action. dans le rôle de Cutie Kenko.

### DVD
- 2005 : Pretty Guardian Sailor Moon: Act Zero
- 2003 : G@me

## Musiques: Izam

### Albums
- 27 août 2004 : Heavenly Fighter
- 19 mars 2003 : Biishiki kajou

### Maxi-Singles
- 28 mai 2003 : Koishite Kura Kura
- 19 février 2003 : Iris

### Singles
- 26 novembre 1998 : Hitomi tojite
- 27 mai 1998 : Sunao na mamade

## Musiques: Shazna

### Albums
- 21 mars 2002 : Sophia
- 21er janvier 2000 : SHAZNA BEST ALBUM 1993-2000 OLDIES
- 16 décembre 1999 : RUGRATS THE MOVIE -Music From The Motion Picture
- 30 juin 1999 : PURE HEARTS
- 31 janvier 1998 : GOLD SUN AND SILVERMOOON
- 22 janvier 1998 : GOLD SUN AND SILVERMOOON
- 22 janvier 1997 : Promise Eve
- 1er août 1996 : Raspberry Time

### Maxi-Singles
- 8 décembre 1999 : Winter's Review
- 22 septembre 1999 : AQUA
- 9 juin 1999 : Tokyo Ballet Reprise

### Singles
- 31 mars 1999 : Piece of Love
- 27 janvier 1999 : Pink
- 14 octobre 1998 : Koibito
- 29 avril 1998 : Love is Alive
- 7 janvier 1998 : SWEET HERAT MEMORY
- 1er janvier 1998 : White Silent Night das Special Shell
- 8 octobre 1997 : Sumire September Love
- 27 août 1997 : Melty Love

### VHS
- 28 avril 1999 : Love is Alive
- 13 janvier 1999 : SWEET HERAT MEMORY
- 1er janvier 1998 : White Silent Night das Special Shell
- 8 octobre 1997 : Sumire September Love
- 2 juillet 1997 : Melty Love